# Levasseur PL 6
Le Levasseur PL 6 (ou Levasseur VI C.2) est un avion de chasse et de reconnaissance français construit par Levasseur en 1926. La commande à laquelle il répondait ayant été annulée, il n'a été produit qu'à un unique exemplaire et jamais exploité.

## Histoire
Le Levasseur PL 6 est le sixième modèle d'avion conçu par l'entreprise de Pierre Levasseur (PL). Comme c'est un chasseur biplace, il est aussi parfois désigné avec la mention C.2 pour « Chasseur 2 (places) », qui est la terminologie utilisée pas l'armée française dans ses spécifications.
Il est développé en réponse à un appel d'offres du Service technique de l'aéronautique de 1925 pour un chasseur biplace, dit STAé 1925 C.2.
Le prototype effectue son premier vol en 1926, et en décembre de la même année est en démonstration au 10e Salon d’Aviation.
Pour l'appel d'offres, il est en concurrence avec des avions comme l'Aviméta 88, Les Mureaux 3, Les Mureaux 4, le Blériot-SPAD S.60, le Villiers XXIV ou le Wibault 12 Sirocco (en). Mais en 1928 l'armée française annule sa commande, sans qu'aucun de ces chasseurs n'ai été choisi. Pour le LP 6 c'est la fin de l'aventure : aucun autre appareil ne sera produit.

## Caractéristiques
Le PL 6 est un biplan biplace construit en bois et en métal. Sa conception s'inspire de l'avion triplace marin de l'avionneur, le Levasseur PL 4, avec un fuselage en bois construit autour de deux cadres métalliques s'étendant sur l'ensemble de la longueur de l'appareil. Les longerons des ailes sont également en métal, le reste de la structure est en bois. Ce type de conception permet d'éliminer les entretoises et autres pièces métalliques destinées à rigidifier le fuselage, et lui confère (pour l'époque) une grande résistance aux variations de la pression atmosphérique.
Le cockpit est ouvert, les deux membres de l'équipage sont positionnés l'un derrière l'autre dans deux alcôves séparées, et toutes deux équipées de commandes de vol. Néanmoins le poste avant est normalement dévolu au pilotage alors que le poste arrière est celui du tireur arrière. En effet l'avion est armé à l'avant et à l'arrière. À l'avant grâce à deux Mitrailleuses Vickers de 7,7 mm installées dans le fuselage et synchronisées (avec la rotation de l'hélice, pour pouvoir tirer au travers sans la toucher). À l'arrière le tireur dispose lui aussi de deux mitrailleuses, mobiles celles-ci : des Lewis Mark I de même calibre. En plus du système de double commandes, le PL 6 dispose d'un deuxième équipement « de sécurité » : le réservoir, d'une capacité d'environ 280 litres, est largable. 
Enfin le train d'atterrissage de l'avion est un unique train fixe positionné à l'avant et dépourvu d'amortisseur, ce qui permet d'alléger la structure. Ainsi l'amortissement du choc de l'atterrissage est entièrement la responsabilité des pneus.
Le tout aboutit à un avion de 8,75 m de long, une hauteur de 3,10 m et une envergure de 12,20 m pour une surface alaire de 40 m2. La masse à vide de l'avion est de 1,2 t, à laquelle peuvent être ajoutés les 286 kg de carburant et les 500 kg de charge utile (équipage et armement). Propulsé par un moteur à 12 cylindres en V Hispano-Suiza 12Hb d'une puissance de 500 ch, le PL 6 est capable de monter à une altitude de 7 500 m, de voler jusqu'à 215 km/h (au niveau de la mer) et dispose d'un rayon d'action de 700 km,. 